# ألكساندرا لوبيز
ألكساندرا لوبيز (بالإسبانية: Alexandra López)‏ (26 فبراير 1989 بإشبيلية في إسبانيا - ) هي لاعبة كرة قدم إسبانية في مركز الدفاع. شاركت مع منتخب إسبانيا لكرة القدم للسيدات. أما مع النوادي، فقد لعبت مع Rayo Vallecano Femenino ‏ ونادي إشبيلية للسيدات.

## وصلات خارجية
- ألكساندرا لوبيز على موقع قاعدة بيانات كرة القدم.إي يو (الإنجليزية)
- ألكساندرا لوبيز على موقع Soccerway.com (الإنجليزية)
- ألكساندرا لوبيز على موقع عالم كرة القدم.نت (الإنجليزية)